# Limosina darwini
Limosina darwini är en tvåvingeart som först beskrevs av Richards 1931.  Limosina darwini ingår i släktet Limosina och familjen hoppflugor. Inga underarter finns listade i Catalogue of Life.